# Óis da Ribeira
Óis da Ribeira ist ein Dorf und eine ehemalige Gemeinde (Freguesia) im portugiesischen Kreis Águeda. In der Freguesia Óis da Ribeira lebten 713 Einwohner (Stand 30. Juni 2011) auf einer Fläche von 3,4 km².

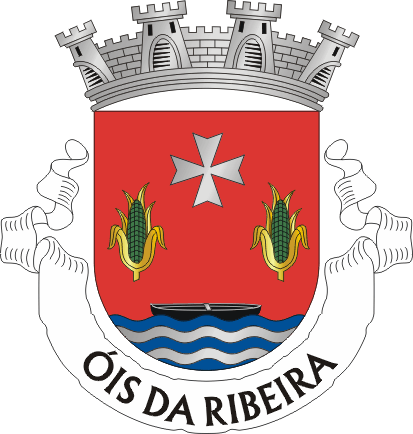
Das Wappen der ehemaligen Freguesia

Am 29. September 2013 wurden die Freguesias Óis da Ribeira und Travassô zur neuen Freguesia União das Freguesias de Travassô e Óis da Ribeira zusammengefasst.